# Danuta (pociąg pancerny)
Pociąg pancerny „Danuta” – pociąg pancerny Wojska Polskiego II RP.
16 września 1939 w trakcie bitwy nad Bzurą został uszkodzony w walce z oddziałami niemieckimi, a następnie zniszczony przez załogę.

## Historia
„Danuta” została zdobyta przez powstańców wielkopolskich 16 lutego 1919 roku w bitwie pod Rynarzewem. W późniejszym czasie pociąg brał udział w walkach na froncie wschodnim. 17 i 18 lipca 1920 roku wspierał w walkach nad rzeką Łań 63 i 64 pułk piechoty. Walczył też pod Żabinką i nad Bugiem. Następnie wziął udział w walkach grupy mjr. Nowickiego

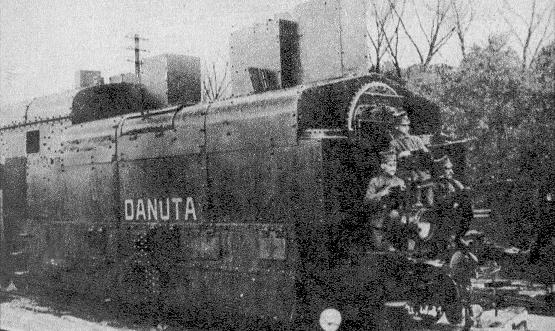
Pociąg pancerny powstańców wielkopolskich „Danuta” w 1919 roku

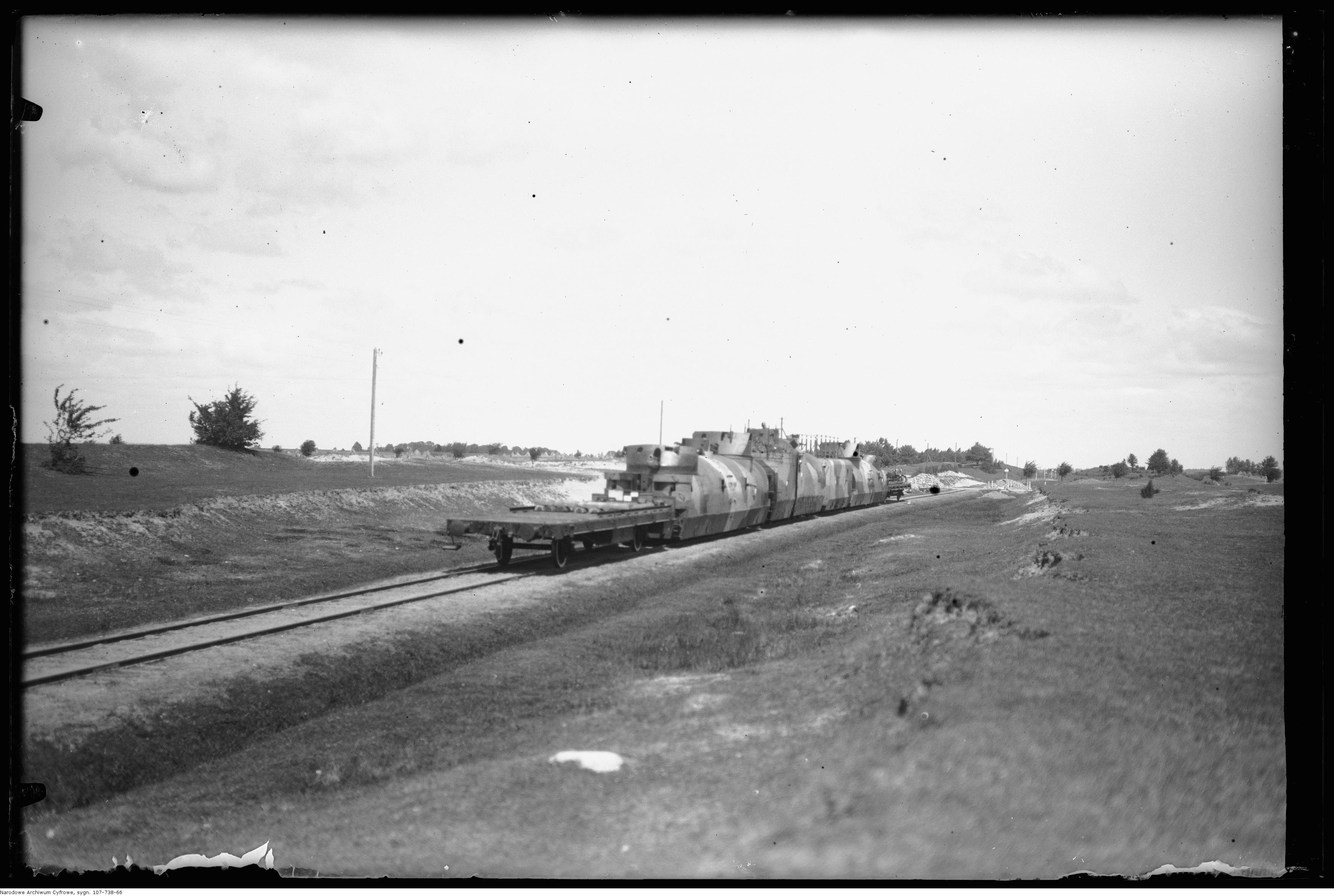
Pociąg pancerny „Danuta” podczas ćwiczeń

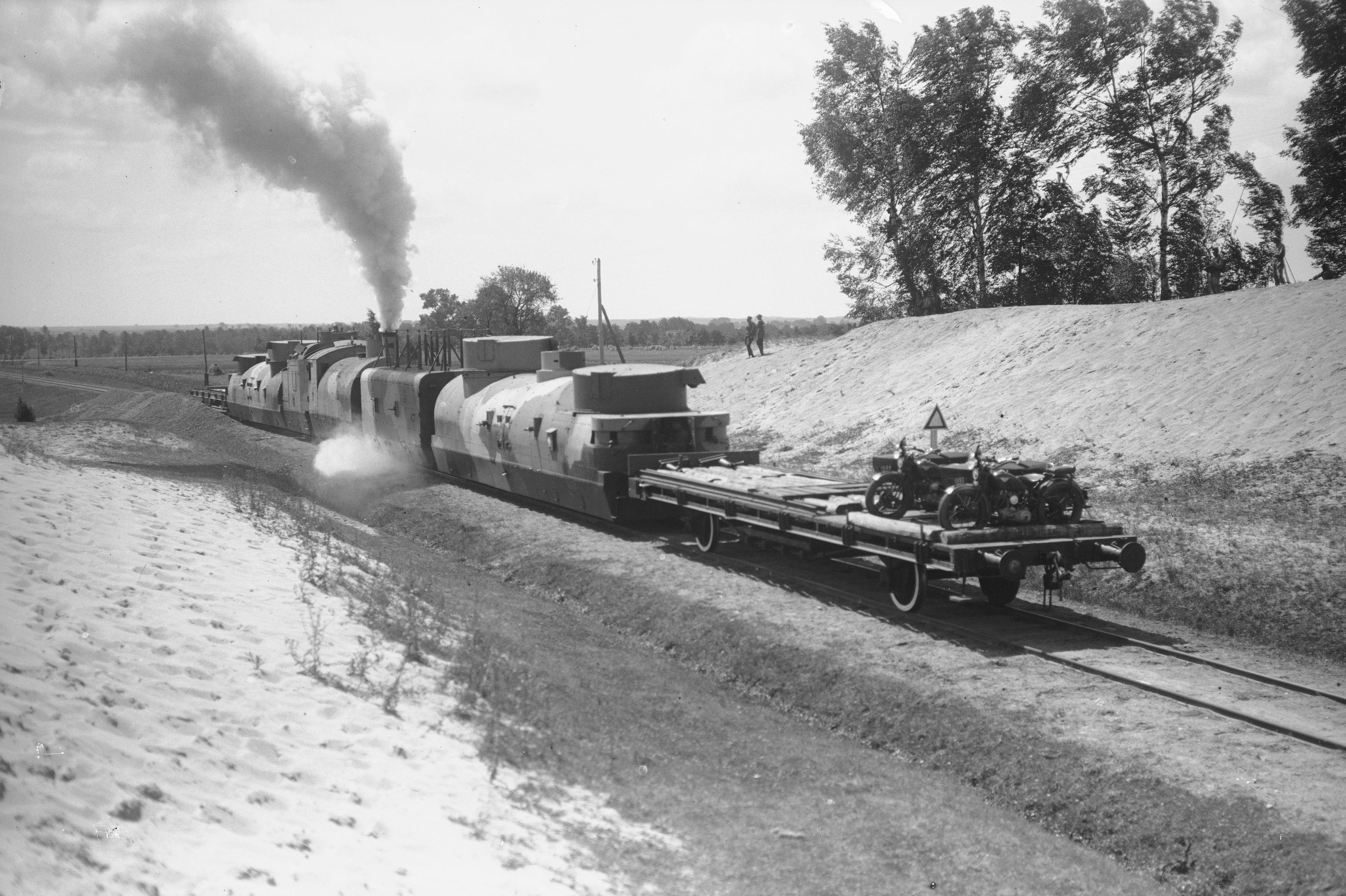
Pociąg pancerny „Danuta” podczas ćwiczeń

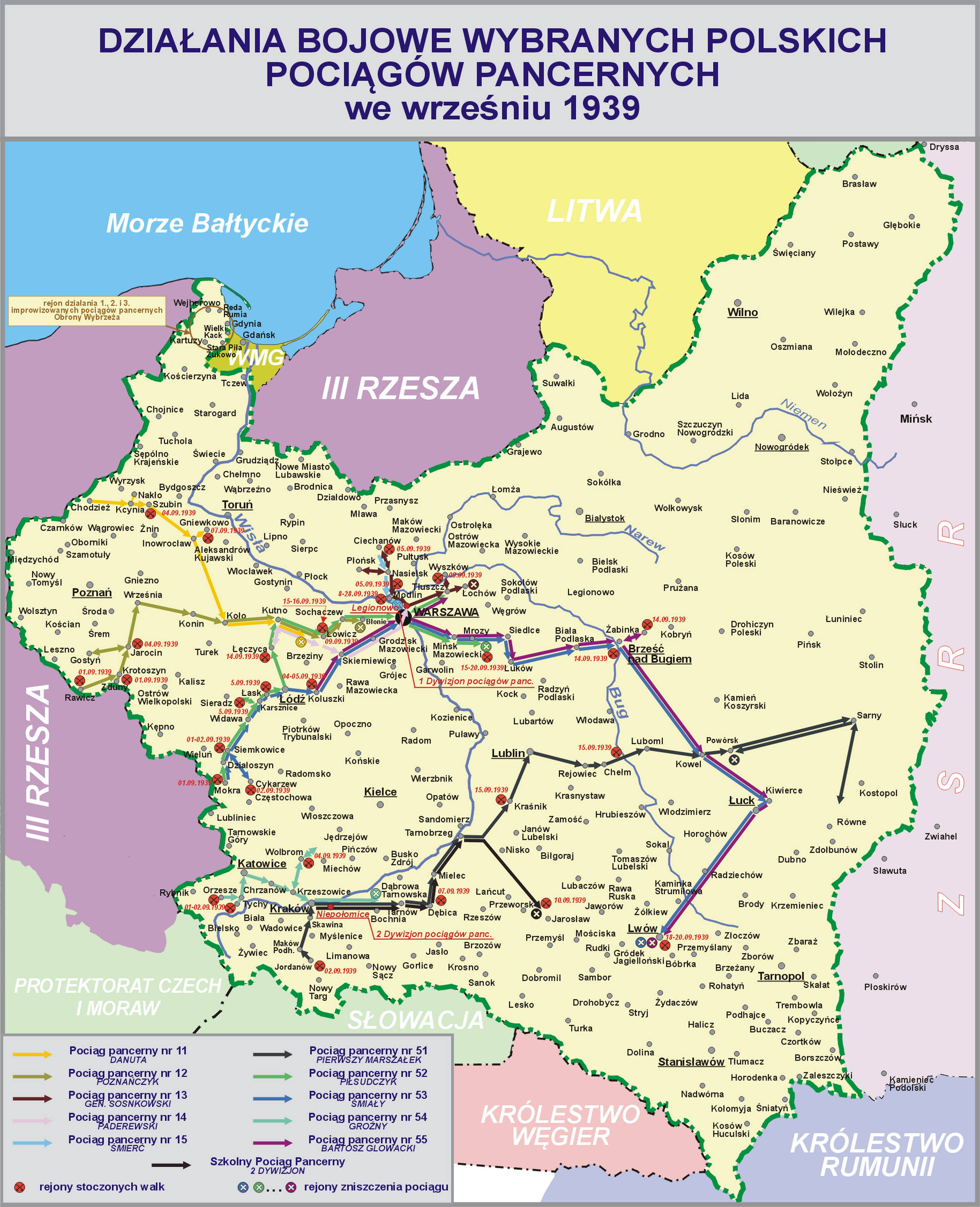

W 1924 roku wszedł w skład Dywizjonu Ćwiczebnego Pociągów Pancernych w Jabłonnie, a w październiku 1927 roku w skład 1 dywizjonu pociągów pancernych. 
9 września 1924 roku pociąg uczestniczył w katastrofie kolejowej pod Pomereczem. 
Został zmodernizowany na początku lat 30., otrzymując nową lokomotywę (Ti3), i dodatkowe uzbrojenie (w tym przeciwlotnicze). We wrześniu 1939 był uzbrojony w 2 haubice 100 mm, 2 armaty 75 mm i 22 ckm-y.
Od wiosny 1939 roku „Danuta” była przydzielona do Dowództwa Okręgu Korpusu nr VII w Poznaniu. W kampanii wrześniowej został z numerem 11 przydzielony do 26 Dywizji Piechoty przy Armii „Poznań”. Pociąg przybył na teren rozlokowania 26 Dywizji (koło Wągrowca) nocą z 27 na 28 sierpnia. Od następnego dnia pociąg rozpoczął zwiad terenu w okolicach Piły. 30 sierpnia pociąg dostał rozkaz dozorowania i ochrony linii kolejowych nad Notecią na odcinku Chodzież – Szamocin – Margonin – Gołańcz – Kcynia – Nakło – Bydgoszcz. 1 września pociąg patrolował odcinek Chodzież – Szamocin. 2 września pociąg ubezpieczał prawe skrzydło 26 Dywizji, dokonując wypadów do Kcyni. 3 września „Danuta” osłaniała odwrót oddziałów dywizji wycofujących się z Wielkopolski na linię jezior żnińskich. 4 września pociąg dotarł do Żnina odpierając nalot niemiecki; w nocy z 4 na 5 września 26 Dywizja obsadziła pozycje w tym rejonie. 5 września pociąg razem z II batalionem 37 pułku piechoty wydzielony do obrony Inowrocławia; wieczorem pociąg dotarł do stacji Białe Błota. 6 września „Danuta” pod rozkazami gen. Juliusza Drapelli osłaniała odwrót wojsk polskich spod Torunia (6–7 września). 7 września pociąg operując na linii Gniewkowo – Inowrocław wspierał odwrót 27 Dywizji Piechoty, wieczorem docierając do Babiaka. W tym czasie pociąg utracił kontakt ze swoim składem gospodarczym.
9 września pociąg został skierowany do Kutna, gdzie przebywał inny polski pociąg pancerny, nr 14 „Paderewski”. 11 września pociąg został skierowany na Sochaczew; dotarł jednak tylko do Żychlina – dalszą drogę blokowały zbombardowane pociągi cywilne. Załoga pociągu zmuszona była zbudować szereg objazdów, docierając do Jackowic pod Łowiczem rankiem przed południem 13 września. Od 14 września pociąg brał udział w bitwie nad Bzurą, wzmacniając oddziały broniące Soboty i Piątku. 15 września pociąg wspierał oddziały 4 Dywizji Piechoty, odpierając niemiecką 24 Dywizją Piechoty. Następnie pociąg wspierał 16 Dywizję Piechoty w rejonie Łowicza. 16 września pociąg walczył w okolicach Urzecza i Dębowej Góry, wspierając 14 i 70 pułki piechoty, odpierające natarcie niemieckiej 24 Dywizji. Pociąg przyczynił się do wstrzymania niemieckiego natarcia na tym odcinku i ok. godz. 15.00 zaczął się wycofywać na wschód, w kierunku 16 Dywizji Piechoty. W trakcie odwrotu pociąg wpadł w zasadzkę, gdy zamaskowane armaty przeciwpancerne rozbiły parowóz. Uszkodzenia te i braki w amunicji przekonały kpt. Korobowicza do opuszczenia pociągu. Tankietki zdołały się wycofać; wagony i czołgi Renault zaminowano pod ostrzałem nieprzyjaciela; pociąg wysadzono w powietrze razem z nacierającą na niego piechotą niemiecką. Część załogi dotarła do Warszawy, zasilając załogę prowizorycznego pociągu pancernego na Dworcu Gdańskim.

## Załoga
Obsada personalna we wrześniu 1939 roku
- dowódca pociągu – kpt. art. Bronisław Korobowicz[2]
- zastępca dowódcy pociągu – por. art. Jan Tabortowski[5][14]

Oficerowie
- por. art. Mieczysław Niziński (do 15 II 1924 → 30 pap[15])

Żołnierze odznaczeni Krzyżem Srebrnym Orderu Virtuti Militari za wojnę 1918–1920
1. ppor. Franciszek Borowski nr 5110
2. szer. Jan Graś nr 1729
3. st. szer. Ludwik Mrula nr 5112
4. st. szer. Kazimierz Perlik nr 5111
5. plut. Bolesław Płócieniak nr 1724
6. szer. Szczepan Puszczykowski nr 5191
7. plut. Feliks Strużyk nr 5186
8. ś.p. sierż. Stanisław Wieczorek nr 4373
9. st. szer. Wincenty Wróblewski nr 5189
10. szer. Jakub Nowak nr 5190

## Organizacja pociągu pancernego nr 11
- dowódca pociągu,
- poczet dowódcy (a w nim: patrol sanitarny, sekcja łączności, sekcja ruchu, załoga zapasowa, tabor kolejowy),
- drużyna gospodarcza,
- dwa plutony ogniowe (każdy w składzie: dwa działony, 7 obsług ckm),
- pluton wypadowy (a w nim: dwa patrole drogowo-minerskie, 4 obsługi ckm, drużyna strzelców),
- pluton drezyn pancernych (dwa półplutony, tworzące dwa zespoły drezyn),
- pluton techniczny w składzie: drużyna techniczna, (z patrolem telegraficzno-telefonicznym i załogą zapasową), tabor kolejowy, drużyna warsztatowa.

## Stan etatowy pociągu pancernego nr 11
- stan osobowy: 9 oficerów, 60 podoficerów, 123 szeregowych. Razem 192 żołnierzy.
- sprzęt pancerny: (skład bojowy) 1 parowóz opancerzony (Ti3) nr 12, 2 bliźniacze wagony artyleryjskie czteroosiowe typu II nr 699049 i 699050 każdy uzbrojony w 1 armatę kal. 75 mm wz. 02/26, 1 haubicę kal. 100 mm wz. 1914/19A i 9 ckm wz. 1908, 1 wagon szturmowy nr 425627, 2 platformy Pdks, w plutonie drezyn pancernych na prowadnicach 2 czołgi lekkie Renault FT i 5 tankietek TKS[17].
- samochody: 1 osobowy, 2 terenowe (wz.34), 1 furgon.
- tabor szynowy: 1 parowóz, 2 wagony osobowe, 17 wagonów krytych, 1 wagon węglarka, 1 cysterna wodna, 1 wagon-warsztat, 2 platformy bojowe i 3 platformy.
- pojazdy pomocnicze – 3 motocykle z przyczepką.
- czołgi – 5 rozpoznawczych (TKS) i 2 lekkie wolnobieżne (FT).
- uzbrojenie – 67 kbk z bagnetem (wz.98), 113 pistoletów, 115 bagnetów, 2 armaty 75 mm wz. 1902/26 2 haubice 100 mm wz. 1914/19A[18], 2 armatki 37 mm wz. 18, 24 ckm (wz.08 i wz.25), 8  rkm wz.28.

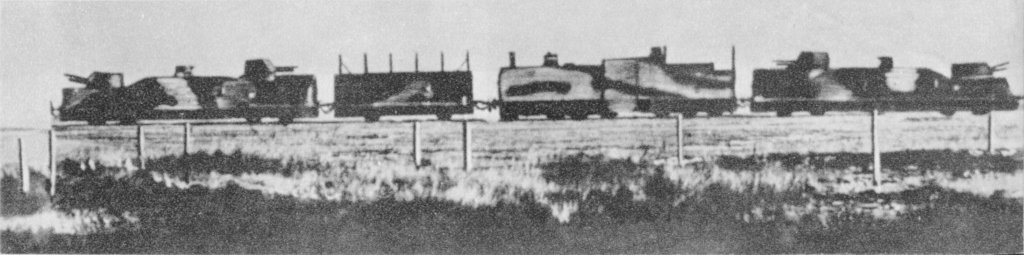
Pociąg pancerny Danuta w 1939 roku. Kolejno od lewej: wagon artyleryjski, wagon szturmowy, parowóz pancerny, wagon artyleryjski. Na zdjęciu brak platform kolejowych i drezyn